# ميكونين ويلدي ميكائيل
ميكونين ويلدي ميكائيل (الأمهرية: ራስ መኮንን ወልደ ሚካኤል ወልደ መለኮት؛ ؛ 8 مايو 1852 – 21 مارس 1906)  وهو المعروف أيضًا باسم الفارس أبا قاجنيو هو سياسي وجندي إثيوبي. وهو والد تيفيري ميكونين، المعروف باسم هيلا سيلاسي .